# Chthamalus ligusticus
Chthamalus ligusticus is een uitgestorven zeepokkensoort uit de familie van de Chthamalidae. De wetenschappelijke naam van de soort werd voor het eerst geldig gepubliceerd in 1895 door de Alessandri.